# In the Black
| Críticas profissionais | Críticas profissionais |
| Avaliações da crítica  | Avaliações da crítica  |
| Fonte                  | Avaliação              |
| ---------------------- | ---------------------- |
| allmusic               | link                   |

Funeral for Yesterday é o quinto álbum de estúdio da banda Kittie, lançado em 15 de setembro de 2009.

## Faixas
1. "Kingdom Come" — 1:29
2. "My Plague" — 3:05
3. "Cut Throat" — 2:55
4. "Die My Darling" — 2:46
5. "Sorrow I Know" — 3:30
6. "Forgive and Forget" — 3:44
7. "Now or Never" — 2:35
8. "Falling Down" — 3:08
9. "Sleepwalking" — 3:17
10. "Whiskey Love Song" — 4:29
11. "Ready Aim Riot" — 3:13
12. "The Truth" (com Justin Wolfe de Thine Eyes Bleed) — 6:42